# Liaudois
Liaudois is een historisch merk van motorfietsen.
De bedrijfsnaam was Ets. Liaudois, Parijs.
Dit was een Frans merk dat van 1923 tot 1927 98- tot 123 cc Train-motoren inbouwde.